# Стрмацька
45°08′ пн. ш. 15°42′ сх. д. / 45.14° пн. ш. 15.70° сх. д.
Стрмацька (хорв. Strmačka) — населений пункт у Хорватії, в Карловацькій жупанії у складі громади Цетинград.

## Населення
Населення за даними перепису 2011 року становило 23 осіб.
Динаміка чисельності населення поселення: